# 坂本慶次郎

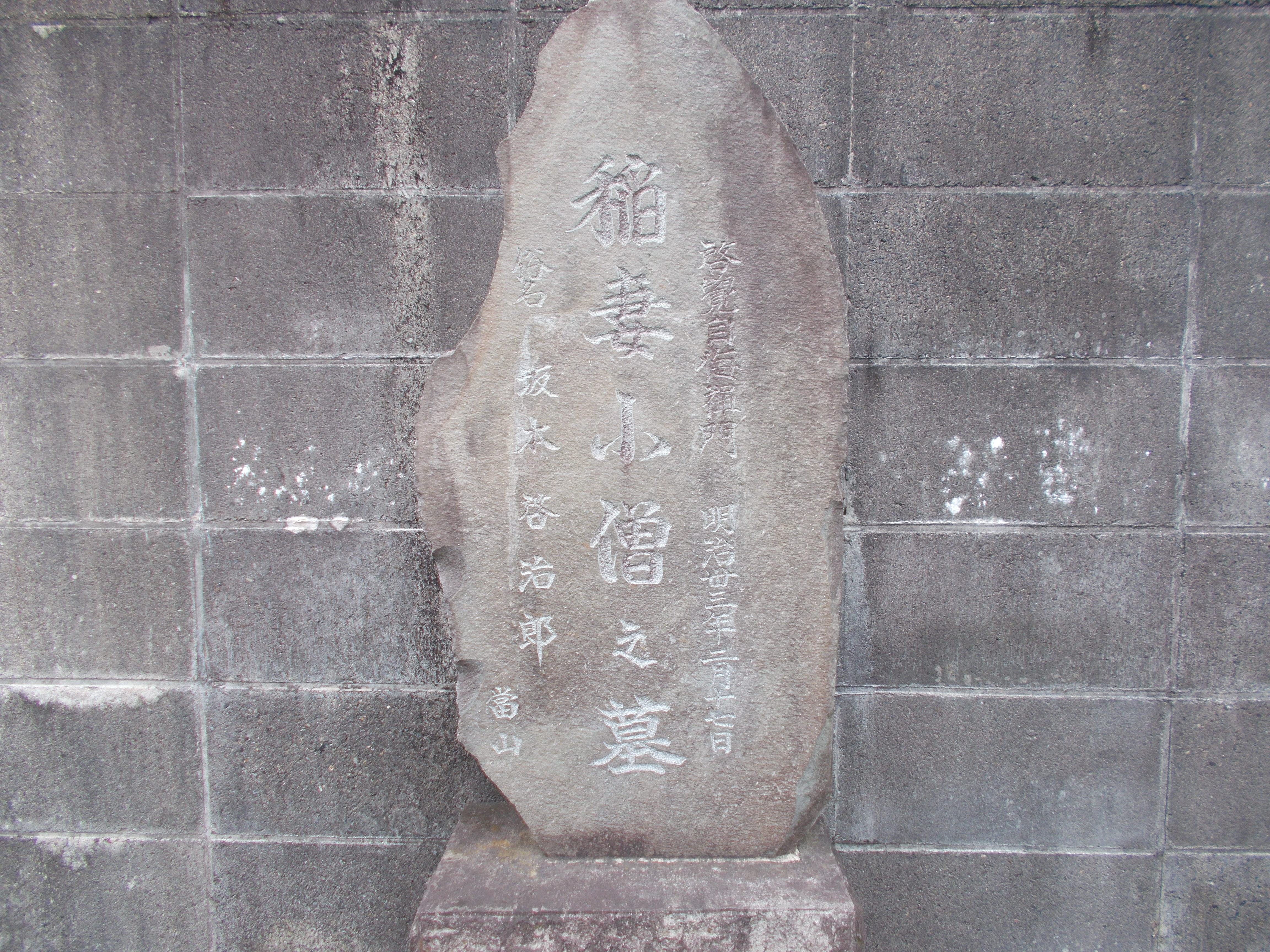
稲妻小僧の墓（東京都新宿区四谷・長善寺）

坂本 慶次郎（さかもと けいじろう　慶応2年〈1866年〉？ - 1900年（明治33年）2月17日）は、明治時代の強盗犯。名は啓次郎、慶二郎と表記された文献もある。

## 人物
俊足の持ち主で、1日に48里（188キロメートル）も逃げ延び、その犯行の行動範囲の広さから「稲妻小僧」「稲妻強盗」という異名を持つ。
幾度かの犯罪を重ねた後に逮捕。出獄後も犯行を重ねたため、再逮捕後の1888年（明治21年）に無期徒刑の判決を受けて北海道の樺戸集治監へ押送された。しかし数度の脱獄を企て、1895年（明治28年）9月に外役中に逃走。関東に舞い戻り、傷害や強盗、強姦を重ねつつ、奪った金で遊郭で豪遊するなどしていた。この間、伊藤博文の落胤を自称するなどしていた。
1899年（明治32年）2月14日に、埼玉県北葛飾郡幸手町にて逮捕。同年10月6日に水戸裁判所にて死刑宣告、1900年（明治33年）2月17日、市ヶ谷監獄支署にて絞首刑に処された。警察が把握している被害件数は45件、奪った金は700円余り。死者3人、重傷者13人。
東京都新宿区の長善寺に墓がある。

## 坂本慶次郎に触れた関連作品
- 村松梢風「私の履歴書」日本経済新聞、1956年（昭和31年）8月9日 - 8月18日

漫画
- 『ゴールデンカムイ』（野田サトル）- 坂本慶一郎というキャラクターが登場している。

小説
- 「赤い人」吉村昭 - 明治初期、北海道の樺戸集治監を描いた作品。その中に、服役囚として稲妻小僧が登場する。
- 「明治かげろう俥」山田風太郎 - 大津事件の当時は京都で俥夫をしており、当初はロシア皇太子の車の後押しを任されるはずだったという設定。